# YATAMA
Yapti Tasba Masraka Nanih Aslatakanka (YATAMA, literalmente en misquito «Hijos de la Madre Tierra») fue un partido político indígena de la Costa Caribe de Nicaragua. Creado en 1987 por una unión de grupos indígenas que lideraban una lucha armada contra el régimen sandinista. Durante la guerra civil fue parte específica de los Contras. Defendía los intereses autóctonos y regionales de los pueblos indígenas que viven en Nicaragua.

## Origen
YATAMA tenía sus raíces en dos organizaciones político-militares que participaron en la guerra de los contras adversos al gobierno sandinista: 
- MISURASATA (MISkito SUmo RAma SAndinista AslaTAkanka, «Unidad de Misquitos, Sumos, Ramas y Sandinistas»).
- MISURA/KISAN («Unidad Indígena de la Costa Nicaragüense»), en 1988, después de los acuerdos de paz, dirigentes de MISURASATA y MISURA/KISAN en Honduras, Costa Rica y Miami formaron la YATAMA, uniendo por primera vez a los líderes misquitos Steadman Fagoth y Brooklyn Rivera.

### Indígenas contra los sandinistas
Las tribus indígenas del grupo chichba, principalmente misquitos, así como sumos y rama, representaban entre el 5 y el 10% de la población de Nicaragua en los años 1980, según diversas estimaciones. El Frente Sandinista de Liberación Nacional, que llegó al poder como resultado de la Revolución Sandinista de 1979, siguió una política de unificación sociocultural. En los territorios habitados por indios se crearon comités sandinistas que asumieron funciones administrativas. Se introdujeron restricciones estrictas a la artesanía y el comercio tradicionales, en particular a la adquisición y venta de carne de tortuga y langosta.
 

Todo esto en conjunto amenazaba con destruir el modo de vida tradicional de los pueblos indígenas. Se planificó una migración a gran escala de misquitos desde la costa del Atlántico hacia la costa del Pacífico, provocando la Navidad roja. En respuesta, los misqutos lanzaron una guerra de guerrillas contra el Frente Sandinista de Liberación Nacional. Las fuerzas gubernamentales llevaron a cabo varias operaciones militares importantes, pero no pudieron reprimir la resistencia. Los guerrilleros, que conocían bien el terreno, arrastraron a los sandinistas a combates agotadores, evitando la batalla decisiva.
La infantería se ahogó en pantanos, llevaba artillería y destacamentos de rebeldes miskitos escaparon en canoas ligeras.

-Alejandro Projánov

## Miskito y Contra
A mediados de la década de 1980, se habían formado varias organizaciones indias, las más grandes de las cuales eran MISURASATA y KISAN. La primera estructura estuvo encabezada por Brooklyn Rivera, la segunda por Steadman Fagoth. En 1987 se fusionaron para formar YATAMA. Rivera retuvo el liderazgo exclusivo.
Los líderes misquitos coordinaron sus acciones con otras estructuras de los Contras, pero se distanciaron de ellas. Los indios en general desconfiaban de las autoridades centrales de Nicaragua. Esto fue facilitado por el predominio político, social y económico de mestizos y criollos (los miskitos llaman a estos grupos étnicos "españoles"), diferencias culturales pronunciadas y discriminación contra la población indígena. La desconfianza de los indios nicaragüenses se extendió no sólo a los sandinistas, sino también a la oposición antisandinista.
No queremos ver al FDN por encima de nosotros. Somos indios y no podemos mezclarnos con los españoles.
Clayton Mitchell, Junta de Ancianos de KISAN.
Cuando se creó la coalición Resistencia Nicaragüense ( RN ), el mayor proyecto unificador de los Contras, se reservó un lugar en la dirección para representantes de YATAMA. Sin embargo, los dirigentes indios prefirieron llevar a cabo sus propias negociaciones con las autoridades del Frente Sandinista de Liberación Nacional.
Un acuerdo entre el gobierno de Nicaragua y el movimiento YATAMA fue firmado en Managua el 2 de febrero de 1988 (precedente de los acuerdos del Frente Sandinista de Liberación Nacional con la Resistencia Nicaragüense). El gobierno reconoció la autonomía y los derechos preeminentes de los indios en su territorio tradicional de la costa caribeña. YATAMA acordó coordinar con el gobierno el uso de los recursos económicos y cumplir con la legislación nacional. El documento fue firmado por el ministro del Interior, Tomás Borge, en representación del gobierno y Brooklyn Rivera, en representación de YATAMA.
Representantes de YATAMA participaron en las negociaciones de la Resistencia Nicaragüense con el gobierno del Frente Sandinista de Liberación Nacional sobre un acuerdo a nivel nacional. El Acuerdo de Paz de Sapoa fue firmado, entre otros, por el caudillo militar de YATAMA Osorno Coleman. Dos años después, el régimen sandinista dejó de existir.

## Partido político
YATAMA ha participado en varias elecciones generales y regionales desde 1990. Logró su resultado mejor en las elecciones en las Costa Caribe en 1990 ganando 26 de 90 escaños en el Consejo Región Autónoma de la Costa Caribe Norte (RAAN). Inicialmente, el gobierno central de Violeta Chamorro, que reemplazó a los sandinistas, trató a los misquitos, a YATAMA y a sus líderes con destacada lealtad. A Brooklyn Rivera se le ofreció un puesto ministerial. Se brindó asistencia en la adaptación de ex partisanos.
Al mismo tiempo, en Managua estaban descontentos con las tendencias separatistas de YATAMA, la difícil situación social en las zonas bajo su control, agravada por los desastres naturales, el poder de las autoridades caciques tribales, la presencia de grupos armados, inestabilidad política y criminalidad rampante. Esta insatisfacción ha sido compartida desde 1990 tanto por los liberales de derecha de Violeta Chamorro y Arnoldo Alemán, como por los sandinistas de Daniel Ortega.
Las relaciones de YATAMA con las autoridades centrales se han vuelto particularmente difíciles desde 1996 , bajo la presidencia de Arnoldo Alemán. El gobernante Partido Liberal Constitucionalista destituyó a YATAMA de la dirección de la Región Autónoma de la Costa Caribe Norte. En el año 2000 , la ciudad capital de la RAAN, Puerto Cabezas, se vio envuelta en disturbios. Los líderes misquitos temían que las autoridades centrales restringieran los derechos de autonomía de los indios. El conflicto fue trasladado a los tribunales, pero quedó sin resolver.

## Nuevos conflictos con el FSLN
En 2002, Brooklyn Rivera celebró un acuerdo de cooperación interpartidista con el Frente Sandinista de Liberación Nacional en nombre de YATAMA. Esto provocó indignación y acusaciones de traición por parte de los veteranos de la guerra civil antisandinista encabezada por Osorno Coleman. Sin embargo, la alianza con el FSLN permitió a YATAMA regresar al gobierno regional.

Las relaciones entre YATAMA y el Frente Sandinista de Liberación Nacional se deterioraron drásticamente después de que los sandinistas regresaron al poder en Nicaragua. En abril de 2014, bajo la presidencia de Brooklyn Rivera, se celebró una reunión de concejales municipales de la Región Autónoma de la Costa Caribe Norte y la Región Autónoma de la Costa Caribe Sur, en la que se discutieron cuestiones relacionadas con la lucha contra las políticas autoritarias del FSLN, especialmente la amenaza de fraude electoral.
Sólo nos utilizaron para ganar las elecciones de 2006. No por el número de votos, sino por mejorar la imagen y aumentar el prestigio. Ahora quieren nuevamente aplastar nuestro movimiento y tomar el control de los territorios.

Brooklyn Rivera.
El conflicto se agudizó tanto que el 21 de septiembre de 2015 , la Asamblea Nacional de Nicaragua votó 62 a 22 para despojar a Brooklyn Rivera de la inmunidad parlamentaria. Representantes del Frente Sandinista de Liberación Nacional lo acusaron de vender bienes inmuebles en la costa y provocar actos de violencia. Los líderes de la comunidad misquita en Estados Unidos, Elacio Holmes y Carlos Rivas Tomás, condenaron duramente las políticas del gobierno sandinista y advirtieron sobre una posible reanudación de la lucha armada. En 2023 el régimen de Daniel Ortega arrestó al diputado Brooklyn Rivera y a su suplente Nancy Elizabeth Henríquez, posteriormente declaró ilegal a YAMATA.
El 4 de octubre de 2023, el Consejo Supremo Electoral de Nicaragua revocó su personería jurídica al partido, pocos días después de que su único representante en la Asamblea Nacional, Brooklyn Rivera, fuera detenido por la Policía nicaragüense por cargos nunca declarados.
Desde entonces, el gobierno sandinista no ha hecho pública ninguna información sobre el paradero o el bienestar de Rivera, a pesar de las reiteradas demandas de su hija exiliada, Tininiska Rivera, y de organizaciones de derechos humanos.